# Visconti (Milanees geslacht)

De Biscione, een draak of mogelijk een slang die een man opslokt, was het wapen van de Visconti. Volgens een andere lezing komt de man juist tevoorschijn uit de bek van het monster.

Visconti was een Italiaans adellijk geslacht dat van 1277 tot 1447 Milaan bestuurde. Het maakte zich in de 13e eeuw meester van de heerlijkheid Milaan en tot in 1395. Dat jaar verleende Wenceslas van Luxemburg als Roomse koning de titel van Hertog van Milaan en daarmee werden de Visconti's formeel de vazal van de Roomse keizer tot aan hun verdwijning in 1447.

## Geschiedenis
De Visconti's, zoals dat vaak ging met machtig geworden geslachten, vooral dan in Italië, kregen legendarische voorouders toegedicht. Het meest fantastische verhaal was dat ze afstamden van de Trojaanse held Aeneas, zoon van de godin Aphrodite. Een andere hypothetische afstamming was die vanaf Desiderius, laatste koning van de Longobarden.
In werkelijkheid was de oorsprong van de Milanese Visconti's bescheiden en prozaïsch. Ze waren afkomstig uit Massino Visconti, een klein dorp gelegen aan het  Lago Maggiore, en waren er de 'vice comes' (vandaar hun naam), als vazal van de aartsbisschop van de streek.
Aartsbisschop Landolfo (979-998) maakte van hen de 'kapitein van het volk' (caput plebis). Rond 1157 was een Visconti kapitein van het volk in Marliano (thans Mariano Comense). Eerst was 'visconte' of burggraaf naast en onder de graaf, een persoonlijke titel, maar hij werd erfelijk en weldra als familienaam gebruikt door alle Visconti's. In het begin van de dertiende eeuw begon de Milanese dynastie, voortgesproten uit Umberto Visconti.
De zoon van Umberto, Ottone (1207-1295) werd in 1262 door paus Urbanus IV benoemd tot aartsbisschop van Milaan. Zijn heerschappij over Milaan kwam niet zonder strijd, maar na de veldslag bij Desio (1277) won hij het van de familie Della Torre. In 1287 werd zijn kleinneef Matteo I (1250-1322) kapitein van het volk. Er was veel oppositie, die deze Visconti in 1302 tot ballingschap noopte. In 1310 keerde hij terug in het kielzog van Keizer Hendrik VII. Dit veroorzaakte tegenstand van de Welfen en van het Vaticaan en Matteo trad af in het voordeel van zijn zoon Galeazzo I (1277c.-1328), die echter na veel strijd in 1327 gevangen werd genomen door Ludovicus van Beieren. 
Hij werd opgevolgd door Azzone Visconti (1302-1339).
Twee broers van Galeazzo I, Giovanni (1290-1354) en Luchino (1292-1349) namen de opvolging vanaf 1339 en werden opgevolgd door een zoon van Galeazzo I, Luchino Novello (overleden in 1399). 
Verdere opvolging gebeurde door een zoon van Matteo, Stefanus, die drie zoons had, Matteo II (1319-1355), Galeazzo II (1320-1378) en Bernabò (1323-1385). Galeazzo II werd opgevolgd door zijn zoon Gian Galeazzo (1351-1402), die in 1395 door Wenceslas tot hertog van Milaan werd verheven. Diens zoon, Gian Maria Visconti (1389-1412), was de voorlaatste mannelijke Visconti. 
Hij werd opgevolgd door zijn broer Filippo Visconti en die was de laatste, tot aan zijn dood in 1447. Hij had alleen een onwettige erkende dochter, die trouwde met Francesco Sforza. Deze kon het hertogdom voor zich winnen, nadat Milaan eerst gedurende drie jaar een republiek was geweest, de zogenaamde Ambrosiaanse Republiek. 

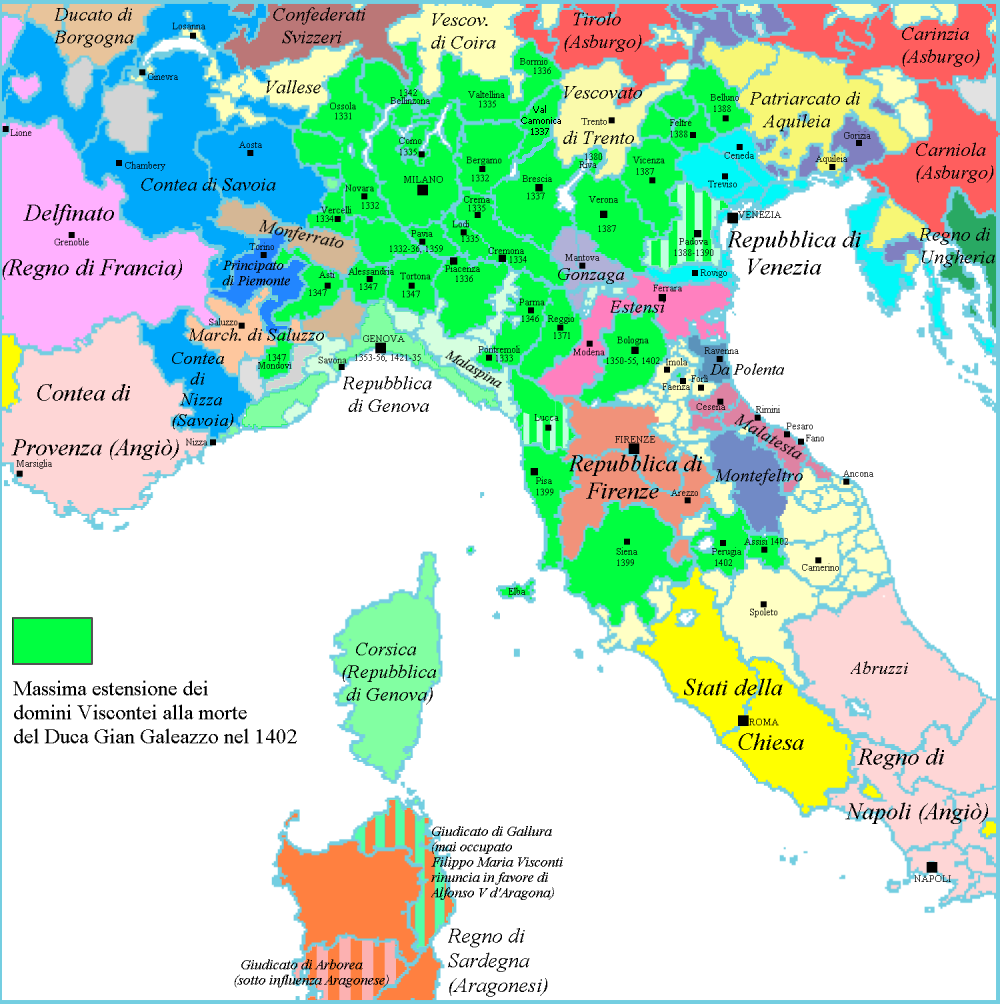
Het hertogdom Milaan op zijn hoogtepunt onder hertog Gian Galeazzo Visconti (met datum van toetreding of overwinning en eventuele datum van uittreden)

## Visconti, heren van Milaan (13de tot 15de eeuw)
- Oddone Visconti, aartsbisschop van Milaan 1207-1295 [1277-1295]
- Andreotto Visconti 
  - Teobaldo Visconti 
    - Matteo I Visconti il Magno (1250-1322), [1287-1302] en [1310-1322]
      - Galeazzo I Visconti (1277-1328) [1322-1327]
        - Azzo Visconti (1302-1339) [1327-1339]

      - Marco I Visconti (ca. 1280-1329)
      - Luchino Visconti (ca. 1287-1349) [1339-1349]
        - Luchino Novello Visconti(-1399)

      - Giovanni Visconti (ca. 1289-1354), aartsbisschop van Milaan [1349-1354]
        - Giovanni Visconti d'Oleggio (ca. 1315 - Fermo, 8 oktober 1366)

      - Stefano Visconti (ca. 1290-1327) x Valentina Doria
        - Matteo II Visconti (1318-1355) [1354-1355]
        - Galeazzo II Visconti (1319-1378) [1355-1378]
          - Gian Galeazzo Visconti (1347-1402) [1385-1402) x Isabella van Frankrijk (1348-1372), xx Blanca van Savoye
            - Valentina Visconti (1366-1408) x Lodewijk I van Orléans (1372-1407)
            - Gian Maria Visconti (1389-1412) [1401-1412]
            - Filippo Maria Visconti (1389-1447) [1412-1447], laatste Visconti
              - Bianca Maria Visconti x Francesco Sforza (1401-1466), eerste Sforza

        - Bernabo Visconti (1320-1385) [1378-1385]
          - Taddea Visconti (ca. 1351–1381) x hertog Stefanus III van Beieren  (1337–1413
          - Verde Visconti (ca. 1352–1414 x Leopold III van Oostenrijk (1351-1386), hertog van Stiermarken en Karinthië
          - Marco Visconti (1353–1382) x Isabella van Beieren (1361-1382)
          - Valentina Visconti (ca. 1357–1393) x koning Peter II van Cyprus (ca. 1354–1382)
          - Ludovico Visconti (1358–1404) x Violante Visconti (1354–1386)
          - Carlo Visconti (1359–1403) x Beatrix van Armagnac
          - Antonia Visconti (ca. 1360–1405) x graaf Everhard III van Württemberg (1362–1417)
          - Caterina Visconti (ca. 1361–1404 x Gian Galeazzo Visconti (1351–1402
          - Agnese Visconti (ca. 1362-1391) x Francesco I Gonzaga (1366–1407)
          - Rodolfo Visconti (ca. 1364–1389)
          - Maddalena Visconti (1366–1404) x hertog Frederik van Beieren-Landshut (1339–1393)
          - Anglesia Visconti (1368–1439) x koning Janus van Cyprus (1374–1432)
          - Gianmastino Visconti (1370–1405), heer van Bergamo, Valcamonica en Ghiaradadda
          - Lucia Visconti (1372–1424) x Koenraad VII van Grüningen (†1403), graaf van Landau in der Pfalz, xx Edmund Holland, 4e graaf van Kent (1383- 1407)
          - Elisabetta Visconti (1374-1432) x  hertog Ernst van Beieren-München
          - Onder de bastaardkinderen: Hector Visconti (1346-1413)